# رون وايت (لاعب كرة قدم أسترالية)
رون وايت (بالإنجليزية: Ron White)‏ هو لاعب كرة قدم أسترالية أسترالي، ولد في 22 مايو 1920، وتوفي في 17 مارس 1992.

## وصلات خارجية
- رون وايت على موقع AustralianFootball.com (الإنجليزية)
- رون وايت على موقع AFLtables.com (الإنجليزية)